# Alfredo José Abrantes
Alfredo José Abrantes (Paraíba, 6 de março de 1857 – 20 de outubro de 1938) foi um farmacêutico brasileiro.
Foi eleito membro da Academia Nacional de Medicina em 1905, ocupando a cadeira 94, que tem Ramiz Galvão como patrono.